# Aimé Jacquet
Aimé Jacquet (Sail-sous-Couzan, 27 de novembro de 1941) é um ex-futebolista e ex-técnico francês. Como técnico, foi campeão do mundo pela Seleção Francesa em 1998.

## Carreira
Nascido numa localidade nas redondezas de Saint-Etienne, é filho de um açougueiro. Na adolescência, jogou no US Couzan e trabalhava numa fábrica. Em 1960, foi contratado pelo AS Saint-Étienne e em 1973, transferiu-se para o Lyon, clube em que encerrou a sua carreira de futebolista, em 1975. Em 1968, foi convocado pela seleção francesa.
Em 1976, retornou ao Lyon, agora como chefe do departamento técnico, cargo em que permanece até 1980. Entre 1980 e 1989, foi treinador do Girondins de Bordeaux, sendo campeão do Campeonato Francês em 1983–84, 1984–85 e 1986–87, além de alguns títulos de copas. 
No início da década de 1990 passou e integrar a comissão técnica da seleção francesa e em 1993, após a saída de Gérard Houllier tornou-se técnico. Em 1998, foi campeão mundial com a Seleção Francesa de Futebol, jogando em casa. Após o título, se tornou diretor técnico do Futebol Francês, cargo que ocupou até 2006.

## Títulos como jogador
Saint-Étienne
- Copa da França: 1961–62, 1967–68 e 1969–70
- Ligue 2: 1962–63
- Ligue 1: 1963–64, 1966–67, 1967–68, 1968–69 e 1969–70
- Supercopa da França: 1962, 1967, 1968 e 1969

## Títulos como treinador
Girondins de Bordeaux
- Ligue 1: 1983–84, 1984–85 e 1986–87
- Copa da França: 1985–86 e 1986–87
- Supercopa da França: 1986

Seleção Francesa
- Copa do Mundo FIFA: 1998